# Kärrdals flygplats
Kärrdals flygplats (estniska: Kärdla lennujaam) är en flygplats på Dagö i västra Estland. Den ligger i Pühalepa kommun och landskapet Hiiumaa (Dagö), 120 km väster om huvudstaden Tallinn. Flygplatsen ligger 5 meter över havet. Närmaste större samhälle är Kärrdal (estniska: Kärdla), 4,7 km väster om flygplatsen. 